# CIH 바이러스

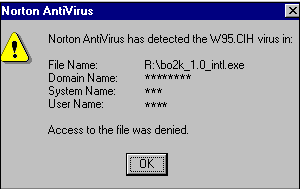

CIH 바이러스는 마이크로소프트 윈도우에 감염되는 컴퓨터 바이러스로, 대만의 천잉하오(陳盈豪)가 작성하였다. 체르노빌, 초르노빌(Chernobyl) 바이러스, 또는 스페이스필러(Spacefiller) 바이러스로도 불린다.
"체르노빌 바이러스"라는 이름은 시간이 흘러 CIH로 알려지게 되었는데, 이는 이 바이러스가 활동하는 날짜인 4월 26일이 구 소련에서 체르노빌 원자력 발전소 사고가 일어난 날짜와 우연히 일치했기 때문이다. 바이러스 제작자의 생일이 4월 26일이라서 그렇다는 설도 있지만 이는 사실이 아니다.
CIH 바이러스는 PC의 바이오스를 파괴하기도 하여 시동 자체를 불가능하게 만들기도 한다. 소프트웨어적으로 바이오스를 바꿀 수 있는 PC의 약점을 이용한 것이다.
파괴된 바이오스를 복구하려면 메인보드에서 바이오스가 기억되는 EPROM칩을 빼어서 롬라이터에 꼽고, PC통신 컴퓨터 동우회 자료실 같은 곳에서 입수한(제작사 인터넷 홈페이지 자체가 거의 없던 시절이다.) 메인보드 제작사의 바이오스를 EPROM으로 저장하는 작업이 필요하였다. 롬라이터는 일반 가정이나 사무실에 존재하는 장비가 아니었기에 컴퓨터 하드웨어 고장 수준의 피해 등급이었다. 당대에는 최신이었던 바이오스 업그레이드 기능이 없는 대부분에 평범한 컴퓨터에는 피해를 주지 못했다. 왜냐하면 바이오스 업데이트 기능이 없는 컴퓨터는 애초에 쓰는 기능이 없기 때문이다.

## 역사
1998년 6월에 대한민국에서 한 PC 통신 자료실에 올라온 동영상 뷰어 "무비 플레이어 1.46"을 통해 감염되었다. 1998년 9월 야마하는 바이러스에 감염된 자사의 CD-R400 드라이브에 대한 펌웨어 업데이트를 실시하였다. 1998년 10월에 액티비전 게임 신의 데모 버전이 미러 사이트 가운데 하나를 통해 감염되었다.
1999년 3월에는 CIH 바이러스가 들어간 수천 대의 IBM 앱티바가 출고되었다.
1999년 4월 26일에 CIH가 아시아 지역으로 급속히 파고들기 시작하였다. CIH는 호스트 운영 체제의 시동 드라이브의 첫 1024 킬로바이트를 0으로 채운 다음 특정한 종류의 바이오스를 공격하였다. 이렇게 되어 호스트 컴퓨터가 동작하지 않게 하였으며 특히 초보자들이 사용하는 개인용 컴퓨터를 파괴하였다. 그러나 기술적으로 바이오스 칩을 대체할 수 있었으며 추후에 하드 디스크 데이터를 복구하는 방법도 있었다.
CIH는 윈도우 9x (95, 98, Me) 운영 체제에만 영향을 주므로 현재는 이 운영체제들이 많이 쓰이지 않아 그리 큰 영향을 미치지 않는다.
CIH.1106이라 불리는 변종 바이러스가 2002년 12월에 나타났지만 그리 심각한 편은 아니었다.

## 같이 보기
- 컴퓨터 바이러스